# Omstreden Nederlandse woorden
Sommige woorden of uitdrukkingen roepen in mindere of meerdere mate een vorm van bevraging, weerstand of zelfs weerzin op. Deze woorden kunnen als omstreden of controversieel worden bestempeld.
Woordenboeken registreren de taal zonder als scheidsrechter op te treden bij omstreden woorden, en zijn daarom vaak doelwit van mensen die zich door een omstreden woord geraakt voelen. In een recent verzoek om het omstreden woord negerzoen te schrappen uit het Van Dale woordenboek, antwoordde de redactie dat verwijdering voorlopig vrijwel is uitgesloten: "Het woord is erg ingeburgerd. Het maakt bijna deel uit van onze cultuur en nationale identiteit". Pas als een woord erg lang niet meer wordt gebruikt neemt men verwijdering in overweging. Daar gaat minimaal dertig jaar overheen.

## Discriminerende woorden
Woorden of uitdrukkingen kunnen door sommige groepen als discriminerend of beledigend worden gezien terwijl anderen ze als gewone, neutrale termen beschouwen. De bekendste voorbeelden zijn neger en jood. Jood wordt niet meer gezegd, het zijn Joodse mensen. Afgeleiden hiervan, zoals negerzoen, jodenvet en in mindere mate jodenkoek zijn ook omstreden. Deze woorden worden steeds minder geaccepteerd en daarom minder vaak gebruikt.
Het lemma Turk in een Nederlands woordenboek is verre van vleiend: ‘Eruitzien als een Turk' betekent: er erg vies uitzien. En ook ‘aan de Turken overgeleverd zijn'. Deze uitdrukkingen zijn overigens al ontstaan in tijden die lagen vóór de immigratie van de betreffende bevolkingsgroep naar West-Europa. Gangbaar is het te spreken over Turkse mensen.
Diverse instanties waaronder CBS zijn het woord allochtoon als discriminerend en stigmatiseren gaan beschouwen. Dit is door onder andere de Volkskrant overgenomen. De Belgische krant De Morgen raadde het gebruik al vier jaar eerder af.

## Niet-sekseneutrale woorden
In de strijd voor vrouwenemancipatie worden sekseneutrale beroepsaanduidingen als zeer gewenst beschouwd. Woorden zoals vroedvrouw of de mannelijke tegenhanger vroedmeester zijn uit het taallandschap verdwenen en vervangen door het sekseneutrale woord vroedkundige of verloskundige. Ook vrouwelijke uitgangen als -ster en -es zijn op verschillende terreinen verdwenen, alhoewel ze niet door alle voorstanders van vrouwenemancipatie als problematisch worden ervaren.

## Vloeken of onwelvoeglijke uitdrukkingen
Vloeken of onwelvoeglijke uitdrukkingen als scheldwoorden, worden algemeen als ongewenst beschouwd.